# Frederik van Hessen-Kassel (1771-1845)
Frederik van Hessen-Kassel (Kasteel Gottorf, 24 mei 1771 - Panker, 24 februari 1845) was een Deense prins en generaal. Daarnaast diende hij ook als gouverneur-generaal van Sleeswijk-Holstein en Noorwegen.

## Biografie
Frederik van Hessen-Kassel werd geboren als de zoon van Karel van Hessen-Kassel en prinses Louise van Denemarken. Al op jonge leeftijd begon hij aan zijn militaire carrière waarna hij in 1778 tot kolonel benoemd werd. In 1789 kreeg hij de rang van luitenant-generaal. Zes jaar later werd hij voor vijf jaar aangesteld als de aanvoerder van het koninklijk regiment. Vervolgens diende hij tot 1808 als gouverneur van Rendsburg. In 1809 werd Frederik van Hessen-Kassel aangesteld om het Deense leger uit Seeland aan te voeren tijdens de Deens-Zweedse Oorlog, maar zijn militaire campagne werd uiteindelijk afgebroken door de Deense overheid.
Het jaar daarop vertrok Frederik van Hessen-Kassel naar Noorwegen om aldaar vicegouverneur-generaal te worden. Hij vervulde deze functie voor drie jaar, totdat de koning kroonprins Christian van Denemarken benoemde voor die post. Tijdens de Zesde Coalitieoorlog leidde hij het Deense leger dat aan de zijde van de Fransen vocht. Frederik van Hessen-Kassel moest zijn troepen terugtrekken na de slag bij Leipzig maar hij wist nog een overwinning te behalen op de Zweden in de Slag bij Sehested.
Tussen 1815 en 1818 leidde Frederik van Hessen-Kassel de Deense troepen die in Frankrijk waren gelegerd. Toen hij terugkeerde naar Denemarken werd hij benoemd tot stadhouder van Sleeswijk-Holstein. Tijdens zijn laatste levensjaren leefde hij in het familiekasteel in Panker waar hij ook overleed.